# Эгалео (футбольный клуб)
Эгалео (греч. Αιγάλεω Α.Ο.) — греческий футбольный клуб из одноимённого города, в настоящее время выступающий в Суперлиге 2. Домашние матчи команда проводит на стадионе «Ставрос Маврофаласситис», вмещающем 8217 зрителей.
История «Эгалео» берёт своё начало в 1931 году, когда было основано спортивное общество «Атлитики Эносис Иерополеос» (греч. Αθλητική Ένωση Ιεραπόλεως). В 1946 году к этой организации присоединились ещё 3 местных клуба, образовав спортивный клуб «Эгалео» (греч. Αθλητικός Όμιλος Αιγάλεω).
Футбольный клуб «Эгалео» дебютировал в Альфа Этники, главной лиге в системе футбольных лиг Греции, в сезоне 1961/62. С тех пор до сезона 1978/79 команда являлась фактически постоянным участником элитной лиги, проведя в этот промежуток времени лишь 3 турнира в Бета Этники. Впоследствии он провёл ещё 2 года в Альфа Этники (с 1983 по 1985), после чего на долгое время покинул её.
С сезона 2001/02 «Эгалео» вновь играет в элите греческого футбола, а летом 2002 года команда дебютирует в еврокубках, в Кубке Интертото, где в третьем раунде уступает английскому «Фулхэму». Через год «Эгалео» вновь принимает решение участвовать в Кубке Интертото, где также не может преодолеть стадию третьего раунда, на этот раз проиграв скромному словенскому «Коперу».
По итогам чемпионата 2003/04 «Эгалео» получает право представлять Грецию в Кубке УЕФА 2004/2005. В первом раунде он преодолевает сопротивление турецкого «Генчлербирлиги» и выходит в групповой этап, где его соперниками становятся английский «Мидлсбро», белградский «Партизан», итальянский «Лацио» и испанский «Вильярреал». В 4-х матчах этого этапа «Эгалео» сумел отнять очки лишь у «Лацио», сыграв с ним вничью (2:2) дома.
В Кубке Интертото 2005 «Эгалео» традиционно стартовал с третьего раунда и традиционно же уступил в нём, в этом случае непреодолимым препятствием для греков стал вильнюсский «Жальгирис».
По результатам чемпионата 2006/07 «Эгалео» вылетает из Суперлиги в Бета Этники, где не задерживается и через год отправляется ещё уровнем ниже в Гамма Этники, откуда также благополучно опускается в Дельта Этники. Команда играла и в Афинской футбольной клубной ассоциации, любительских региональных соревнованиях. На этом уровне в сезоне 2010/11 стремительное падение клуба в иерархии греческого футбола приостанавливается. В 2013 году «Эгалео» вышел из четвёртого дивизиона в третий, в 2019 году — из третьего дивизиона в Суперлигу 2.